# 吉田幸夫
吉田 幸夫（よしだ ゆきお、1958年7月23日 - ）は、元アマチュア野球選手である。ポジションは投手。

## 来歴・人物
和歌山県田辺市出身。南部高校でアンダースローとなり、卒業後は青山学院大学経営学部に入学し硬式野球部に所属する。入部時は東都大学リーグ2部リーグであったが、大学3年次の1979年春の入替戦で専修大学に勝利。1部に昇格すると最優秀投手、1学年上の藤倉一雅とともにベストナインを受賞。4年次は主将も務めた。
大学卒業後の1981年に社会人野球のプリンスホテルに入社する。同期に川村一明、高山郁夫がいた。1984年にエースとしてロサンゼルスオリンピック野球日本代表に選ばれ、伊東昭光や宮本和知とともに投手陣の一角として活躍し、オリンピックでの金メダル獲得に貢献した。1986年の都市対抗野球では優秀選手に選ばれ、1989年の都市対抗野球では橋本武広、石井浩郎らの活躍でチーム初優勝。1990年の都市対抗野球では10年連続選手に選ばれた。
1990年のシーズンをもって現役を引退し、3年間コーチを務めた。コーチ時代は武藤潤一郎、前田勝宏、斉藤貢らを指導した。2012年には大津プリンスホテル総支配人の就任を経て、現在は第一ホテル両国の代表取締役社長を務めている。